# 書芸 (朝鮮)

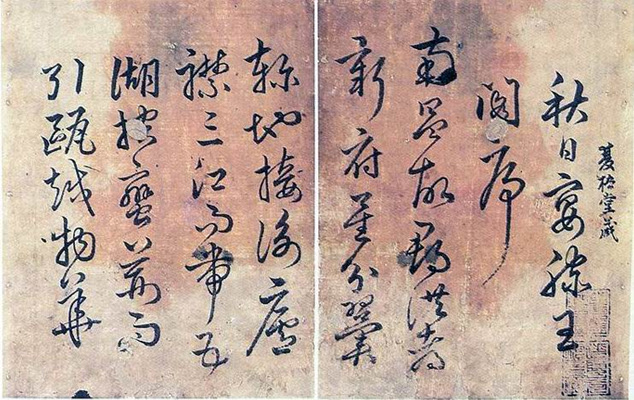
韓濩による漢字を用いた書芸

書芸（しょげい、ソイェ）はハングルと漢字を用いて行われる朝鮮の書道である。筆画も導入されている。

## 歴史
漢字は2世紀から3世紀にかけて仏教を通して朝鮮にもたらされた。7世紀には書道を含めた唐の文化が流入し、統一新羅時代に発展を遂げる。8世紀の金生（キム・セン）が初期の朝鮮書芸家とされており、王羲之の書風を参考にした作品を多数残した。崔致遠作の漢詩は釜山広域市の海雲台区にある岩に彫刻されている。
14世紀、中国本土では明が成立し趙孟頫による丸みを帯びた書体や明朝体が流行する中、朝鮮では虞世南、欧陽詢、褚遂良が作成し唐の時代に流行した楷書体による書芸が定着した。朝鮮の書芸は次第に形式が整い筆画も意識されるようになった。19世紀初頭には金正喜（キム・ジョンヒ） が隷書体をベースにして作成した「秋史体」という書体を生み出した。
1910年から1945年までの日本統治時代には朝鮮漢字を用いた書芸が行われていた。朝鮮の愛国主義者は朝鮮漢字を日本統治時代の象徴であると捉え、ハングルによる書芸を導入した。現在、韓国では国家政策としてハングルのみを用いた教育を推奨し漢字による教育に大幅な制限をかけているため、漢字よりもハングルを用いた書芸が一般的になっている。